# Den Alerdinck

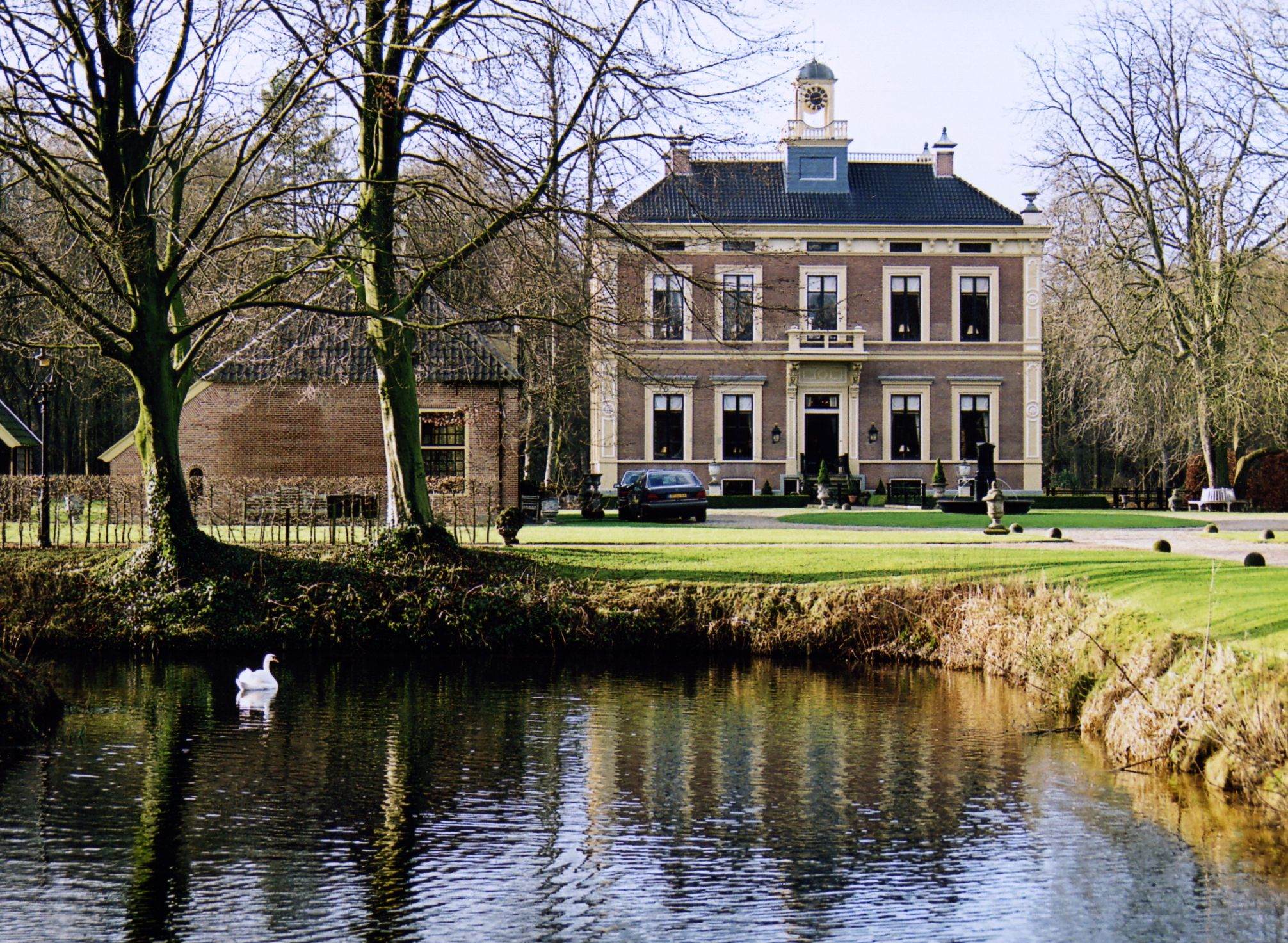
Havezate den Alerdinck

De(n) Alerdinck is de naam van een havezate en landgoed in Laag Zuthem, een dorp bij Heino in de Overijsselse gemeente Raalte. De naam werd rond 1500 voor het eerst genoemd en is waarschijnlijk afkomstig van twee boerenerven: het Groot Alerdinck en het Klein Alerdinck.

## Geschiedenis
De naam Alerdinck werd voor het eerst in een schattingregister uit 1427 genoemd. Honderd jaar later was de eerste vernoeming als boerderij; zowel Groot als Klein Alerdinck waren eigendom van ene Jacob Rouse uit Deventer. In 1648 volgde erkenning tot havezate, in 1654 werd het huis riddermatig verklaard.
In 1797 werd Den Alerdinck door de erfgenamen van Derk F. van Voorst tot Bergentheim verkocht aan Bernardus J. van Sonsbeeck, een markerichter van de marken Lenthe en Dalmsholte die actief was als politicus. Bij de Stormvloed van 1825 kwam het goed voor een groot deel onder water te staan. Een noordwesterstorm stuwde het water van de Zuiderzee via IJssel en Zwarte Water op tot aan Heino. De watersnoodramp die het gevolg was kostte in Overijssel veel mensenlevens. Om zijn bezittingen tegen volgende overstromingen te beschermen besloot de eigenaar tot de aanleg van een ruim drie kilometer lange dijk, de Zeedijk. Het landgoed bleef daardoor bij volgende overstromingen gespaard. Tot in de jaren 1960 behield de dijk een waterkerende functie. Van Sonsbeeck kocht allerlei stukken grond aan, uiteindelijk zou het rond 1865 zo'n 200 hectare groot zijn. Ook liet hij tuinarchitect J.D. Zocher een Engelse tuin aanleggen. Na de dood van Bernardus erfde zoon Herman van Sonsbeeck de havezate in 1858. Hij was minister in het Kabinet-Thorbecke I. Na zijn overlijden in 1865 werd het landgoed drie jaar als onverdeelde boedel beheerd.
In september 1868 werd de 200 hectare, verdeeld over 54 percelen, publiekelijk geveild. De voormalige havezate met omliggend park, enkele bospercelen en landerijen, in totaal zo'n 40 hectare, werd aangekocht door Coenraad Willem baron van Dedem. De rest van het landgoed (circa 160 hectare), dat vanaf toen Landgoed Den Alerdinck II genoemd werd, kwam in bezit van Pauline F.E.M. van Sonsbeeck, kleindochter van Herman van Sonsbeeck.
Haar jongste zoon, Godfried baron van Voorst tot Voorst, erfde het landgoed in 1939. Zijn weduwe, Louise J.T.M. barones van Voorst tot Voorst–Smits van Oyen, liet landgoed Den Alerdinck II verdelen onder hun twee zonen. Een deel hiervan is in 1987 ondergebracht in een landgoed-BV, het andere deel ging verder onder de naam Het Bouwhuis, een boerderij op het landgoed.
De havezate bleef ruim een eeuw eigendom van de familie Van Dedem. Na de dood van baron Godert Willem van Dedem op 7 maart 1978 werd het huis met de daarom heen liggende bossen, inclusief park, grachten en tuin, verkocht aan de zakenman Frans Lurvink. Deze richtte 'The Alerdinck Foundation' op. Dat was een organisatie die tot doel had om de Oost-West verhoudingen te verbeteren. Daartoe werden medialeiders, politici, zakenmensen en economen uit de Verenigde Staten, Duitsland, Frankrijk en de Sovjet-Unie uitgenodigd om deel te nemen aan de 'Alerdinck Conferenties' waarvan de eerste in 1985 plaatsvond op Den Alerdinck. Prominente gasten waren onder meer Don Kendall, directeur van PepsiCo, en Gerd Ruge, een Duitse journalist, auteur en filmmaker.
In 1988 verkocht Frans Lurvink Den Alerdinck aan ondernemer Wouter Koning. Deze heeft het huis van binnen en van buiten geheel gerestaureerd.

## Bewoning
De havezate en haar landgoed is onder ander door de volgende geslachten bewoond geweest:
- Van Uterwijck
- Van Raesfelt tot Heemse
- Van Sonsbeeck
- Van Dedem